# Рік Ріордан
Річард Рассел «Рік» Ріордан-молодший (англ. Rick Riordan; 5 червня 1964 року) — американський письменник, котрий став відомим завдяки серії «Персі Джексон та Олімпійці». У цей час працює над першою книгою серії «Магнус Чейз і боги Асгарда»

## Біографія
Рік Ріордан народився 1964 року в американському місті Сан-Антоніо в родині вчителів. Його мати була художником і музикантом, а батько — гончарем — тож у цій родині панувала творча атмосфера. Навчався в школі свого міста Сан-Антоніо. Працював редактором шкільної газети. Якось потрапив у халепу після публікації в підпільній газеті матеріалів про програш гравців шкільної команди з футболу, яких після цього висміяли (після публікації футбольна команда закидала яйцями авто автора). Свій перший літературний досвід Ріордан отримав у школі. В 13 років він написав оповідання і навіть мав намір його де-небудь надрукувати, проте передумав. Першою книгою, яку читав для розваги став роман «Володар перснів», після цього почалося його захоплення грецькою та скандинавською міфологіями. Закінчивши школу, вирішив, що стане гітаристом і вступив до коледжу Північного Техасу — проте не закінчив його і перевівся в університет міста Остін. Тут він здобув дві вищі освіти, одну з історії, а іншу — в області англійської мови.
Під час навчання в коледжі Ріордан три роки займав пост художнього керівника у шкільному літньому таборі — і саме в цей час йому прийшла ідея для написання серії «Табір напівкровок». Перше місце роботи Ріордана — шкільний вчитель у місті Нью-Браунфельс в Техасі. Потім він з дружиною на вісім років перебрався до Сан-Франциско, але через певний час повернувся на батьківщину та ще шість років пропрацював вчителем у середніх класах. Врешті вирішив стати професійним письменником. Але вчителювання зовсім не закинув, щороку давав лекції з міфології. Як зізнається сам письменник, це було його улюбленою справою і студентам лекції теж завжди подобалися.

## Творчість
Свій перший роман він написав і надрукував 1997 року. Його книга, «Велика червона текіла», відкрила детективно-містичний серіал, удостоєний усіх вищих літературних нагород США в галузі детективної літератури — премій Ентоні, Шамус та премії імені Едгара По. У романі йдеться про приватного детектива, майстра бойових мистецтв та професора англійської середньовічної літератури з Сан-Антоніо на ім'я Трезе Наварр.
2005 року з'явилася перша книга Ріордана з нового циклу для дітей про Персі Джексона та богів-олімпійців — «Персі Джексон та викрадач блискавок». Головний герой цих книг — дванадцятирічний хлопчик, що страждає дислексією, який одного разу «зрозумів», що він — син давньогрецького бога. З виходу першої книги про Персі Джексона і дотепер кожен новий твір письменника постійно займає верхні рядки в списках бестселерів «Нью-Йорк Таймс». Кінокомпанія «XX століття Фокс» придбала права на екранізацію «Викрадача блискавок», стрічка вийшла 2010 року.
Наступна книга, «Персі Джексон і море чудовиськ», що з'явилася 2006 року, була названа найкращою книгою для дітей в США. Уже четвертий роман циклу розійшовся тиражем понад мільйон примірників. 2008 року Ріордан придумав ідею для серії романів «39 ключів» і написав першу книгу циклу. Її також чекав великий успіх, а студія Стівена Спілберга придбала права на екранізацію роману. Після успіху книг про Персі Джексона Рік розпочав написання нової серії книг — Хроніки Кейна, яка включає єгипетську міфологію та два нових головних герої — брата та сестру. Перша книга з серії «Червона піраміда» вийшла в світ 4 травня 2010 року; продовження вийшло 3 травня 2011 року. Також написав продовження серії книг про Персі Джексона — цикл Герої Олімпу. Перша книга «Втрачений герой» була опублікована в США 12 жовтня 2010 року; продовження «Син Нептуна» вийшло 4 жовтня 2011 року. Ріордан планує розширювати обидві серії одночасно.

## Приватне життя
Рік проживає з дружиною і синами Хейлі та Патріком, один з яких був прототипом Персі Джексона. Вдома мають собаку (золотого лабрадора) та двох чорних котів. Рік у вільний час надає перевагу плаванню, грі на гітарі, подорожам разом із своєю родиною.

## Твори

### Цикл «Табір напівкровок»

#### Серія «Персі Джексон і боги-олімпійці»
Основа ідеї — давньогрецька міфологія. Викрадач блискавок — перша книга, за мотивами якої режисер Кріс Коламбус зняв фільм «Персі Джексон та Викрадач блискавок». Прем'єра відбулася 11 лютого 2010.
Головний герой — юнак Персі Джексон, який дізнається, що він є сином давньогрецького бога морів і водної стихії — Посейдона. Виявляється, все те, про що говорилося в міфах про богів, титанів, чудовиськ і героїв — правда. І він, Персі Джексон, один з багатьох дітей-напівкровок цих богів.
Дії розгортаються в сучасній Америці. Рік Ріордан пояснює це тим, що боги античності переміщуються по планеті з центром західного світу. Якщо 2000 років тому центром західного світу була Греція, то сьогодні це США. Так в книгах Ріка Ріордана вхід у підземне царство Аїда перемістився під Лос-Анджелес, гора Олімп — на міфічний 600-й поверх Емпайр-Стейт-білдінгу в Нью-Йорку, а Море чудовиськ, в якому плавав ще сам Одісей — на територію Бермудського трикутника.
Серія складається з шести книг:
- 28 червня 2005 — Викрадач блискавок (книгу було екранізовано у 2010 році. На екрани вийшов фільм Персі Джексон та Викрадач блискавок режисера і продюсера Кріса Коламбуса).
- 3 травня 2006 — Море чудовиськ (книгу було екранізовано у 2013 році. На екрани вийшов фільм Персі Джексон: Море чудовиськ режисера Тора Фреденталя).
- 1 травня 2007 — Прокляття титана
- 6 травня 2008 — Битва за Лабіринт
- 12 червня 2009 — Останнє пророцтво
- 10 лютого 2010 — Секретні матеріали

#### Серія «Герої Олімпу»
Серія книг в жанрі фентезі, заснована на давньогрецьких і давньоримських міфах.
Є продовженням книг про Персі Джексона. У першій книзі збережені образи минулих головних героїв, хоч зараз вони й існують переважно на задніх планах. Перша книга вийшла 12 жовтня 2010 року, а друга книга — 4 жовтня 2011 року. У серії п'ять книг, вихід останньої відбувся 2015 року.
- 12 жовтня 2010 — Зниклий герой
- 4 жовтня 2011 — Син Нептуна
- жовтень 2012 — Знак Афіни
- жовтень 2013 — Будинок Аїда
- січень 2015 — Кров Олімпу

### Серія «Спадкоємці богів»(Хроніки Кейна)
Вигадана трилогія під авторством Ріка Ріордана про пригоди Картера і Сейді Кейн — два головних герої серії, які хочуть пробудити фараона богів. Книги написані на основі єгипетської міфології. Перша книга вийшла 4 травня 2010 року, друга — 3 травня 2011. Третя запланована на травень 2012 року.
Герої Картер і Сейді Кейн дізнаються, що вони є нащадками двох могутніх фараонів — Нармера і Рамзеса Великого. Вони виявляють, що всі істоти єгипетської міфології все ще існують і існували завжди, в тому числі шабті, єгипетські маги, Дім життя, інакше знаний як Пер Анк і єгипетські боги та богині.
- 4 травня 2010 — Червона піраміда
- 3 травня 2011 — Трон Вогню
- 1 травня 2012 — Тінь Змія

### Міжавторська перша серія «39 ключів»
Основну сюжетну лінію «39 ключів» склав Рік Ріордан, автор популярних дитячих пригодницьких повістей про Персі Джексона і богів-олімпійців. Головні герої нової серії: 14-річна Емма Кехілл та її 11-річний брат Ден, нащадки «наймогутнішого клану у світі». Ці двоє підлітків мають першими відшукати 39 ключів, які відкривають дорогу до абсолютної влади. Першу з десяти книг написав сам Ріордан, вона називається «Лабіринт кісток», другу — Гордон Корман, третю — Пітер Леранже, четверту — Джуд Уотсон, автор декількох приквелів до книг по «Зоряним війнам». Тома серії виходять через кожні два-три місяці.
Паралельно з випуском книг видавництво розмістило в інтернеті гру за мотивами серії, у якій гравцям потрібно самим знайти 39 ключів. На допомогу гравцям видаються спеціальні картки з розгадками, їх вкладають у книги «39 ключів». Таким чином, сподіваються видавці, їм вдасться перетворити частину граючих дітей у читаючих хоча б на час. Саме це досягнення зазвичай ставиться в заслугу Джоан Роулінг, чиї книги багато разів збільшили число читаючих школярів.
Той, хто перший розгадає всі загадки та збере всі ключі, отримає чималу грошову винагороду — 10 000 доларів.
Перша серія «39 ключів» складається з 10 книг і одинадцятої, як перехідної між першою серією «39 ключів» і другою «Кехіли проти Вечірніх»:
- 9 вересня 2008 — Лабіринт кісток, автор: Рік Ріордан;
- 2 грудня 2008 — Фальшива нота, автор: Гордон Корман;
- 3 березня 2009 — The Sword Thief (Викрадач мечів), автор: Пітер Леранже;
- 4 червня 2009 — Beyond the Grave (Таємниця підземелля), автор: Джуд Уотсон;
- 11 серпня 2009 — The Black Circle (ще не перекладена), автор: Патрік Карман;
- 3 листопада 2009 — In Too Deep (ще не перекладена), автор: Джуд Уотсон;
- 2 лютого 2010 — The Viper's Nest (ще не перекладена), автор: Пітер Леранже;
- 6 квітня 2010 — The Emperor's Code (ще не перекладена), автор: Гордон Корман;
- 25 травня 2010 — Storm Warning (ще не перекладена), автор: Лінда Сью Парк;
- 31 серпня 2010 — Into The Gauntlet (ще не перекладена), автор: Маргарет Пітерсон Хеддікс;
- 5 квітня 2011 — Vespers Rising (ще не перекладена), автори: Рік Ріордан, Пітер Леранже, Гордон Корман, Джуд Уотсон.

### Серія «Трезе Наварр»
- травень 1997 — Велика червона текіла
- червень 1998 — Вдівець в два етапи
- січень 2000 — Останній король Техасу
- червень 2001 — Диявол спустився в Остіні
- квітень 2004 — Південне місто
- червень 2005 — Місія дорожня
- серпень 2007 — Повсталий острів

### Інші романи і розповіді
- травень 2013 — Син Собека
- вересень 2013 — Лірник Аполлона
- квітень 2014 — Посох Серапіса
- травень 2015 — Корона Птолемея
- 2021 — Дочка безодні

## Нагороди
- 1998 — Shamus Award та Anthony Award за «Велику червону текілу»
- 1999 — Edgar Award за найкращу м'яку обкладинку оригіналу «Вдівець в два етапи»
- 2008 — Mark Twain Award за «Викрадач блискавок»
- 2009 — Mark Twain Award за «Море чудовиськ»
- 2009 — Rebecca Caudill Award за «Викрадач блискавок»
- 2016 — Премія «Ґеффен» (2016) за «Кров Олімпу»

## Переклади українською
Серія «Персі Джексон та Олімпійці»
- Рік Ріордан. «Персі Джексон та Викрадач Блискавок» (книга 1). Переклад з англійської: Ігор Бондар-Терещенко; художник: Олександр Крутик. Харків: Ранок. 2012. 495 стор. ISBN 978-966-672-439-0
- Рік Ріордан. «Персі Джексон та Море Чудовиськ» (книга 2). Переклад з англійської: Ігор Бондар-Терещенко; художник: Олександр Крутик. Харків: Ранок. 2012. 368 стор. ISBN 978-617-540-719-6
- Рік Ріордан. «Персі Джексон та Прокляття Титана» (книга 3). Переклад з англійської: Ігор Бондар-Терещенко; художник: Олександр Крутик. Харків: Ранок. 2012. 415 стор. ISBN 978-617-540-806-3
- Рік Ріордан. «Персі Джексон та Лабіринт Смерті» (книга 4). Переклад з англійської: Ігор Бондар-Терещенко; художник: Олександр Крутик. Харків: Ранок. 2012. 527 стор. ISBN 978-617-540-929-9
- Рік Ріордан. «Персі Джексон та Останнє пророцтво» (книга 5). Переклад з англійської: Ігор Бондар-Терещенко; художник: Олександр Крутик. Харків: Ранок. 2012. 512 стор. ISBN 978-966-672-451-2
- Рік Ріордан. «Персі Джексон та Олімпійці: Секретні матеріали» (збірка оповідань). Переклад з англійської: Ігор Бондар-Терещенко; художник: Олександр Крутик. Харків: Ранок. 2013. 160 стор. ISBN 978-617-09-0432-4

Серія «Герої Олімпу»
- Рік Ріордан. «Герої Олімпу. Зниклий герой». Переклад з англійської: С. Хмелик; художник: Олександр Крутик. Харків: Ранок. 2017. 176 стор. ISBN 978-617-09-3259-4